# Hospital Infantil de México Federico Gómez
El Hospital Infantil de México Federico Gómez (HIMFG por sus siglas) es un hospital de atención especializada en la salud de los infantes y un instituto de enseñanza e investigación científica perteneciente a la Secretaría de Salud de México. Forma parte de los Institutos Nacionales de Salud, un sistema de 13 institutos de investigación en ciencias biomédicas en los que se brindan servicios de salud pública y docencia a la población en general, destacando entre los mejores de su tipo en Latinoamérica. Fue fundado el 30 de abril de 1943, siendo el primero de los Institutos Nacionales de Salud en el país. A partir de marzo de 2020, debido a la pandemia de enfermedad por coronavirus, se convirtió en un hospital para la atención del COVID-19 y para su detección en laboratorio.

## Historia
A principios del siglo XX, la salud infantil de la Ciudad de México se llevaba a cabo en salas de pediatría del Hospital Juárez, el Hospital General y en la Casa de Niños Expósitos (Casa Cuna). Un antecedente del hospital infantil es el hospital Dolores Sanz de Lavie. Estas instituciones aún no tenían la capacidad de atender a los pacientes de la capital.
En 1933 se iniciaron los preparativos para crear el nuevo hospital. En diciembre de 1933 ya se tenían los planos del nuevo hospital, creados por el ingeniero Alberto Barocio. El terreno, de 20,000 m², elegido para la construcción estaba detrás del Hospital General. El 3 de marzo de 1934 se inició la construcción.
En septiembre de 1942, el presidente Manuel Ávila Camacho mencionó la creación del Hospital Infantil de México en su informe de gobierno.
Federico Gómez Santos anunció, previo a la inauguración, que dejaría la práctica privada para dedicarse solamente a la atención del hospital. El personal que comenzó a laborar en el hospital estuvo compuesto por el Dr. Federico Gómez como director; cuatro residentes; 18 médicos internos, compuestos por cuatro mujeres y 14 hombres; el administrador y la jefa de enfermeras.

### Inauguración
Para la inauguración, se tenía previsto que el presidente Ávila Camacho estuviera presente, pero no pudo estar por complicaciones de salud. En su lugar estuvo Maximino Ávila Camacho y el secretario de gobernación Miguel Alemán Valdés, Gustavo Baz y Lázaro Cárdenas, quien fungía como Secretario de la Defensa Nacional. En su discurso de inauguración, Federico Gómez señaló:

Estamos celebrando hoy la ansiada inauguración del Hospital y ya tenemos enfrente la idea realizada. Ahora, nos toca a los médicos y al personal que vamos a colaborar en la institución hacerla marchar, crecer y prestigiarse, dando a los niños enfermos de México el servicio más completo y eficiente que pueda darse a la infancia en cualquier país de la tierra. La idea es ambiciosa, pero es realizable y la llevaremos a cabo. Nuestra meta será hacer de este hospital una institución que llene tres importantes funciones: un excelente servicio a la sociedad, un propicio campo para la enseñanza pediátrica y un ambiente fecundo para la investigación de los problemas patológicos de la infancia. La función social dará un refugio acogedor al niño enfermo, procurando que el cariño y la simpatía le hagan menos amarga su estancia en el hospital. La función de enseñanza abrirá sus puertas a los médicos, a los estudiantes y a las enfermeras de la capital y de los estados que deseen especializarse y después volver a su tierra natal a propagar conocimientos que defiendan la salud y la vida de los niños. La función de investigación tenderá a esclarecer muchos hondos problemas de las enfermedades de los niños de México, y sus resultados en forma de producción científica irán a todos los rincones de la República, repartiendo entre los médicos fruto abundante y óptimo

El nombre del hospital fue ratificado en el Diario Oficial el 23 de junio de 1943, con el texto: "Artículo 1°. Se crea el Hospital Infantil en la ciudad de México".

### Eventos relevantes
Del 16 de abril al 31 de mayo de 2009, el Hospital Infantil de México atendió 16 casos de Influenzavirus A subtipo H1N1, dentro de la Pandemia de gripe A (H1N1), de los cuales, seis eran mujeres y 10 hombres, de entre 11 meses a 3 años, sin que se reportaran muertes.
En marzo de 2020, la Comisión Coordinadora de Institutos Nacionales de Salud y Hospitales de Alta Especialidad anunció los hospitales de México que se convertirían en Centros para la atención del COVID-19, entre los cuales se encontraba el Hospital Infantil de México.

## Docencia y especialidades
En sus inicios, el hospital comenzó a formar a los profesionales en la salud infantil, por lo que se comenzó a preparar ahí a especialistas en pediatría. La instrucción, en un principio tenía una duración de 18 meses, pero luego aumentó a 2 años. A través de la Universidad Nacional Autónoma de México (UNAM) se estableció primer programa formal de pediatría en el país, en 1951.
En la época reciente, el hospital cuenta con dos cursos de especialidad, el de Pediatría y en el de Genética Médica; también realiza 21 cursos de otras especialidades de la pediatría, apegados al Plan Único de Especialidades Médicas de la Facultad de Medicina de la UNAM. También se imparten cursos de alta especialidad.